# Guillem de Balsareny
Guillem de Balsareny (Balsareny ~1020 -Ripoll, 1076) fou bisbe de Vic entre el 1046 i el 1075. Amb tot apareix com a successor d'Oliba; tot i això, Flórez, citant Tarafa, esmenta com a successor d'Oliba un tal Guifre, qui governaria el bisbat entre finals de l'any 46 (o principis del 47) i mitjans de l'any 48. Tanmateix Villanueva exclou Guifre explícitament del catàleg.
Guillem de Balsareny va ser el segon fill de Guifre de Balsareny (†1034), vicari comtal del castell de Balsareny, i d'Emma-Ingilberga de Besora. Guifre era vicari comtal, pel comte d'Osona i Barcelona, dels castells de Manresa i Balsareny, a part d'altres castells i honors que posseïa en propietat, per aprisió o compra. El primogènit de Guifre, Bernat Guifre de Balsareny, casat en primeres núpcies amb Sança, i després amb Guasca, dita també Guascha, de sobrenom Bonadona, que va assumir els honors de Manresa i Balsareny a la mort del seu pare, va morir sense fills; i els seus germans petits, Ramon i Enric de Balsareny, van morir joves, sense successió. També va tenir una germana, Ermessenda, que es va casar amb Seniofred II de Lluçà (+1063).
A petició de Bernat de Balsareny i Bonadona el promogueren per a ser canonge de la catedral de Vic essent bisbe Oliba el dia 23 d'octubre del 1032. Guillem va ser rebut en oblació pel seu oncle, l'abat i bisbe Oliba per a la canònica de Sant Pere de Vic.
En aquesta ocasió donaren els oferents a la canònica tot el senyoriu de Castelet i els masos de Puigladre, Peralta i Puig i l'honor i pertinences de la parròquia de Santa Maria de Balsareny. El bisbe donà al nou canonge la possessió dels masos de Caneles i Pujol, i l'honor de Villalambert, pagant per aquest per cens a la canònica dos porcs anualment. El testament del germà de Guillem, Bernat, del 1046 recull que Guillem era ardiaca en aquella data.
Guillem visqué a Vic, com a canonge i ardiaca, amb la seva tia Ingilberga, germana d'Oliba i abadessa de Sant Joan de Ripoll. És a dir que Guillem de Balsareny estava emparentat, en segon grau, amb els comtes de Besalú. Guillem acompanyà al bisbe Oliba en diversos viatges, participant en assemblees de pau i treva. L'any 1050, mort el seu germà Bernat Guifre i casada Guasca en segones núpcies, Guillem va assumir els càrrecs de vicari comtal de Balsareny i de Manresa, jurant a tal efecte fidelitat al comte de Barcelona Ramon Berenguer I. El 1046, arran de la mort d'Oliba, Guillem el va succeir com a bisbe de Vic.
El primer acte en que apareix Guillem és una donació que fa el Comte de Barcelona Ramon Berenguer I de la meitat de la dècima que rebia de paria de la ciutat de Saragossa feta el 15 de juliol de l'any 1048. Les pàries eren un tribut que pagaven els moros de Saraqusta per tal de no ser atacats i que Flórez suposa que el comtes rebien des de l'expedició que temps enrere feu el Comte Ramon Borrell.
Els anys 1050 i 1060 feu sengles viatges a Roma. El 1055 viatjà a un concili a Narbona on reclamà un litigi contra Guillem, fill i hereu de Bernat Sendred, que pretenia retenir per a ell el dret que havia rebut el seu pare del bisbe Oliba de possessió de les esglésies sufragànies de Gurb. En aquest concili Guillem aconseguí l'excomunió del fill de Bernat Sendred declarant falsos els documents que aquest havia aportat per a gaudir d'aquest dret. El concili se celebrà el dia 27 de setembre i el 12 d'octubre Guillem ja era a Ripoll excomunicant als usurpadors dels bens d'aquell monestir.
El 18 de novembre del 1058 assistí Guillem a la solemne consagració de la Catedral de Barcelona un cop concloses les reformes.
El 23 d'agost del 1062 dedicà l'església de Sant Martí del Brull, edificada per Guilia, vescomtessa de Cardona i dotada per Ramon Folch i la seva muller Ermesinda. L'any 1066 es dedicà l'església de Sant Marçal de Montseny i s'erigí l'abadia sota la regla de Sant Benet a precs de la comunitat establerta i encapçalada per Guifré uns anys abans amb alguns monjos i que regia sense títol d'abat. Els nobles Umberto, fill d'Otó i de la seva muller Sicardis i del fill d'ambdós Guillem que dotaren la nova casa. Villanueva cita un document original al l'arxiu del monestir de Sant Salvador de Breda per donar fe d'aquesta fundació a la que també assistí l'abat de Breda, Suniario.
El 7 de juliol del 1063 infeudà els castells de Balsareny, Oristà, Gaià i Cornet a Bernat Riculf i Miró, dos germans, a canvi de vassallatge i acudir amb hosts consistents en cinquanta cavalls, els seus genets, ajudants i impedimenta. L'any 1066 també infeudà el Castell de s'Avellana a Ponç, Vescomte de Girona i a la seva muller Beatriu. El 15 de febrer del 1067 la Catedral de Vic i el monestir de Ripoll guanyaren un judici per la possessió del Castell de Malla que posseïa Ermengol Guillem de Mediona. Aquell mateix mes vengueren, l'església i el monestir, aquell castell als comtes Ramon Berenguer I i Almodis. El 30 de març del 1068 consagrà Guillem l'església de Sant Martí Sescorts. El 4 d'octubre del 1068 consta la cessió d'un alou, dit de Sant Pere, a un grup de persones per tal que el cultivessin, donant a canvi una quarta part dels fruits que donessin i el braciatico o brasage (és a dir la quinzena part dels fruits restants després de la dècima). Consta el 1068 la confirmació de la Pau i Treva de l'any 1033.
Com que les obligacions de la mitra li impedien l'exercici dels càrrecs vicarials, el comte, mantenint a Guillem els honors mentre visqués, va subinfeudar els castells de Balsareny i de Gaià en favor dels germans Bernat Riculf i Miró Riculf, que ja n'eren castlans; pel que fa al castell de Manresa, només es conserva el jurament de fidelitat del castlà, Guifre Guitard, l'any 1063.
El 4 de febrer de l'any 1074 consta un testament de Guillem. Al cabiscol li deixà sis alous dins de la diòcesi i unes cases a Barcelona, amb el supòsit que les gaudís en vida, passant a la seva defunció als seus nebots Arnald Udalard i Berenguer Sunifred, canonges en aquell moment de la Catedral de Vic. Aquest testament fou amb motiu de renunciar a la dignitat episcopal, per a retirar-se com a monjo. Guillem va renunciar a la mitra de Vic l'any 1074 i es va retirar al monestir de Ripoll, on va morir l'11 d'agost de 1076. Es desconeix on està enterrat.